# Torpa landskommun, Halland
Torpa landskommun  var en tidigare kommun i Hallands län.

## Administrativ historik
När 1862 års kommunalförordningar trädde i kraft inrättades i Sverige cirka 2 500 kommuner. Huvuddelen av dessa var landskommuner (baserade på den äldre sockenindelningen), vartill kom 89 städer och åtta köpingar. Då inrättades i Torpa socken i Himle härad i Halland denna kommun. 
Vid kommunreformen 1952 uppgick denna landskommun i Lindberga landskommun som senare 1971 uppgick i Varbergs kommun.